# Новомихайлівка (Покровський район)
Новомиха́йлівка — село Мар'їнської міської громади Покровського району Донецької області, Україна. У селі мешкає 1439 людей.

## Загальні відомості
Розташоване на лівому березі р. Сухі Яли. Відстань до центру громади становить близько 16 км і проходить автошляхом місцевого значення.

## Історія
Село засноване у 1837 році.
29 жовтня 2014 року на блокпосту біля села Новомихайлівка (Мар'їнський район) російські збройні формування здійснили обстріл, міна влучила в дерево та розлетілася осколками, потрапила в окоп, солдат 28-ї бригади Костянтин Сергієнко зазнав смертельних поранень, при цьому врятував побратима, якого закрив від осколків. 
18 грудня 2014-го поблизу села Новомихайлівка вночі колона бійців 28-ї бригади потрапила у засідку та була обстріляна, загинув солдат Олександр Грузовенко.
3 червня 2015-го близько 4-ї години ранку російсько-терористичні збройні формування здійснюють спробу штурму Мар'їнки, атака розпочалася з масованого обстрілу позицій ЗСУ із застосуванням САУ, артилерії та РСЗВ. Після артпідготовки на штурм пішли 2 тактичні групи піхоти за підтримки танків. ЗСУ задіяли артилерію, наступ відбито, терористи зазнали втрат і відступили. У бою загинули 3 військових 28-ї бригади — старший солдат Олександр Галущинський, молодший сержант Василь Писаренко та старший сержант Василь Пихтєєв; 26 бійців зазнали поранень.
8 травня 2019-го місцева церква, яка раніше належала до РПЦ (УПЦ МП), перейшла до ПЦУ.
6 лютого 2021 року Загинули в результаті підриву на невідомому пристрої Поліщук Назарій Іванович та Подвезенний Олексій Геннадійович.
Ляшенко Владислав Павлович загинув під час обстрілу позиції ВОП 11 лютого 2021 року.
7 лютого 2023 року окупанти обстріляли село

### Бої за Новомихайлівку (з 2023)
У ході російського вторгнення в Україну бої за село розпочались наприкінці осені 2023 року. Росіяни зосередили на цьому напрямку 10 бригад і полків з чисельністю до 30 тисяч бійців.
Станом на квітень 2024 в районі Новомихайлівки росіяни втратили понад 300 одиниць військової техніки. 79 ОДШБр показала карту з розташуванням знешкодженої техніки й заявило про те, що це стало одним із найбільших кладовищ російської техніки.
28 квітня 2024 року ЗСУ вимушено відійшли на захід від селища з метою збереження особового складу.

## Населення
Згідно з переписом УРСР 1989 року чисельність наявного населення села становила 1415 осіб, з яких 649 чоловіків та 766 жінок.
За переписом населення України 2001 року в селі мешкало 1440 осіб.

### Мова
Розподіл населення за рідною мовою за даними перепису 2001 року:
| Мова       | Відсоток |
| ---------- | -------- |
| українська | 92,91 %  |
| російська  | 6,74 %   |
| білоруська | 0,14 %   |
| угорська   | 0,07 %   |